# Hubička
|  | Aquest article tracta sobre El bes (Smetana). Vegeu-ne altres significats a «El bes». |

Hubička (en txec, El bes) és una òpera en dos actes composta per Bedřich Smetana sobre un llibret d'Eliška Krásnohorská, basat en la novel·la de Karolina Světlá. S'estrenà al Teatre Provisional de Praga el 7 de novembre de 1876 sota la direcció d'Adolf Čech.